# J'te prêterai jamais
Albums de Rose Laurens
Écris ta vie sur moi
(1986) 17 grands succès de Rose Laurens
(1991)
J'te prêterai jamais est le quatrième album studio de la chanteuse Rose Laurens sorti en 1990.

## Titres
1. J'te prêterai jamais (Rose Laurens / J. Pierre Goussaud) 5:34
2. J'ai roulé toute la nuit (Rose Laurens / J. Pierre Goussaud) 4:28
3. Daddy (Rose Laurens / J. Pierre Goussaud) 4:35
4. Rien de plus important (Rose Laurens / J. Pierre Goussaud) 3:38
5. L'absence (J.J. Goldman / J. Pierre Goussaud) 3:27
6. Il a les yeux d'un ange (Rose Laurens / J. Pierre Goussaud) 5:34
7. Cœur (Rose Laurens / J. Pierre Goussaud) 4:33
8. Louis (Rose Laurens / J. Pierre Goussaud) 3:54
9. P'tit frère (Rose Laurens / J. Pierre Goussaud) 4:29

## Crédits
Batterie : Claude Salmieri 

Basse : Bernard Paganotti 

Guitares : Denys Lable, Jean-Jacques Goldman sur "L'absence" 

Claviers : Gérard Bikialo 

Percussions : Denis Benarrosch 

Sax : Michel Gaucher 

Chœurs : Rose Laurens, Francis Cabrel ("J'te prêterai jamais", "P'tit frère"), Jean-Jacques Goldman ("L'absence") 

Programmation synthés : Jean-Pierre Goussaud, Guy Batarel, Jean-Yves Bikialo 

Arrangements : Jean-Pierre Goussaud 

Réalisation artistique : Gérard Bikialo avec la collaboration de Laurent Podwojny 

Enregistré aux studios Artistic Palace par Ludovic Lanen assisté de Pierre-Antoine Watteau 

Digital music par Guy Batarel 

Mixé au studio du Palais des Congrès par Ludovic Lanen assisté de Cyril "Reptile" Noton 

## Single
- J'te prêterai jamais - 1990
- Il a les yeux d'un ange - 1991
- Louis - 1991